# Lucien Botovasoa
O Beato Lucien Botovasoa (1908 - 14 de abril de 1947) foi um professor católico romano malgaxe e membro professo da Ordem Franciscana Secular. Botovasoa serviu como professor durante toda a sua vida e se dedicou tanto à educação religiosa como secular das crianças. Sua sede de vida religiosa o levou a descobrir a Ordem Franciscana Secular em 1940 e a ela se tornou parte; ele convocou outros a conhecer Francisco de Assis e entrar eles próprios na ordem. Botovasoa também adotou o carisma franciscano por meio de seus hábitos de jejum e vestuário.
O assassinato de Botovasoa ocorreu durante um período de tumulto em Madagascar e sua causa de canonização foi aberta em 11 de outubro de 2011 sob o Papa Bento XVI, na qual ele foi intitulado Servo de Deus. O Papa Francisco confirmou em meados de 2017 que Botovasoa foi morto por ódio à sua fé e decretou que seria beatificado; foi celebrado em Vohipeno em 15 de abril de 2018.

## Vida
Lucien Botovasoa nasceu em 1908 em Madagascar como o primeiro de nove irmãos e irmãs. Um irmão era André. Botovasoa estudou primeiro em uma escola pública em 1918 antes de ser batizado e receber sua primeira comunhão em 1922. Mais tarde, ele completou seus estudos de 1922 a 1928 no colégio jesuíta de São José antes de se tornar um instrutor lá com seu novo diploma de ensino. Depois de cada lição, ele tinha o hábito de ler sobre a vida dos santos para os alunos que queriam ouvir sobre eles e muitas vezes acrescentava seus próprios comentários e palavras de incentivo aos alunos.
Em 10 de outubro de 1930 ele se casou com Suzanna Soazana (n. 1914) em sua paróquia local e o casal teve cinco filhos; sua esposa estava grávida de seu último filho no momento do assassinato de Lucien. Seu primogênito, Vincent de Paul Hermann, nasceu em 12 de setembro de 1931. Uma freira disse-lhe uma vez que ele era um excelente padre e perguntou-lhe se alguma vez se arrependera do casamento. Mas Botovasoa respondeu sem hesitação: "Não tenho a menor pena" e acrescentou que lhe permitia servir a Deus por aquela vocação particular. Botovasoa foi um dos primeiros a ingressar nos Cruzados do Coração de Jesus quando se estabeleceu em sua cidade natal, Vohipeno, e foi recebido em 18 de agosto de 1935, antes de se tornar seu tesoureiro em 1936, cargo que ocupou até sua morte.  Além de sua língua nativa, ele dominava a língua chinesa, bem como alemão e francês. Foi um cantor e músico excepcional e até serviu como director do coro paroquial. Ele também foi descrito como um cantor atlético que nunca parava de sorrir.
Mas ele desejava se tornar religioso, embora estivesse bem ciente do fato de que não poderia se tornar religioso enquanto ainda fosse casado. Ele não desejava deixar sua esposa e filhos, mas em vez disso se tornou um religioso secular, então procurou livros em busca de santos que se casaram sem sucesso. Mas a providência em 1940 o levou a descobrir um manual sobre a Ordem Franciscana Secular que o atraiu imediatamente. Mas as ordens seculares eram nulas em Madagascar e ele procurou pessoas para se juntar a ele no estabelecimento de um ramo da ordem na região. Ele convocou uma mulher local e outros companheiros para estabelecer um desses ramos. Botovasoa foi investido no hábito e na ordem em 18 de dezembro de 1944. Sua esposa temeu que ele a abandonasse para se tornar um religioso, mas ele desatou a rir e assegurou-lhe que isso estava longe da verdade. Botovasoa costumava jejuar e vestir calça bege lisa e camisa cáqui para ressaltar que "é a cor da roupa que os terciários usam". Sua esposa o repreendeu por não usar calças pretas, como era tradicional para os professores, embora ele continuasse a dizer a ela que isso era insignificante em face de suas práticas religiosas.
No Ano Novo de 1947, a confiança geral da população viu uma organização política querer apresentá-lo como candidato em sua eleição, mas ele recusou por considerar a política como um reino estranho e diferente para ele que não queria associar com ele. Mas logo houve uma grande agitação na região em que padres e freiras estavam sendo presos antes que uma rebelião explodisse. Ele aceitou o convite de seu pai para retornar à sua antiga cidade natal em 30 de março de 1947, mas voltou para casa em 9 de abril depois de ouvir sobre massacres perto de sua casa, onde também soube da prisão de religiosos. Botovasoa sabia que poderia ser capturado e morto devido ao seu status de educador religioso, mas não temia o que lhe aconteceria.
Em 14 de abril, ele estava em casa almoçando com sua esposa e filhos quando uma mulher piedosa veio e lhe contou sobre os rumores de que um professor seria convocado diante do chefe, o que levou sua esposa a chorar, pois ela sabia que seria seu marido. Botovasoa permaneceu impassível com a notícia e falou com sua esposa após o almoço sobre o que poderia acontecer com ele e deu-lhe as últimas instruções para o cuidado de seus filhos e do nascituro. Quatro homens bateram em sua porta às 21h, solicitando que fosse com eles ao chefe que desejava julgá-lo. Ele foi com eles e ofereceu-se a eles para morrer sem reclamar antes de ser convidado a sentar-se e falar com o chefe por meia hora antes de ser levado. O cacique pronunciou a sentença de morte às 22h00 e Botovasoa foi levado à execução.
Botovasoa deveria ser morto na margem do rio Mattanana e no caminho pediu para parar e refletir. Ele se ajoelhou por algum tempo em reflexão profunda antes de continuar ao longo do caminho. Após sua chegada, seus captores quiseram amarrar suas mãos, embora ele mesmo se oferecesse para fazer isso em forma de cruz. Ele se ajoelhou na beira da água em contemplação, observando que os algozes eram homens que ele mesmo havia ensinado na escola como alunos em algum momento. O carrasco chefe decapitou Botovasoa com sua espada e os outros se revezaram para desferir um golpe ou molhar a espada em seu sangue antes de jogar seus restos mortais nas águas. Botovasoa morreu com seu paletó cáqui bege e calças com um cordão preto no cinto.

## Beatificação
O processo de beatificação começou sob o Papa Bento XVI em 11 de outubro de 2011, depois que a Congregação para as Causas dos Santos emitiu o " nihil obstat " oficial (nada contra) para a causa e o intitulou como um Servo de Deus. O processo diocesano de investigação foi iniciado em Farafangana em 7 de setembro de 2011 e concluído em 17 de abril de 2013. O CCS validou este processo em Roma em 21 de março de 2014, antes de receber a Positio em 2015 para investigação. Os historiadores aprovaram este dossiê em 4 de setembro de 2015, assim como os teólogos em 8 de novembro de 2016 e os próprios CCS em 2 de maio de 2017.
O Papa Francisco aprovou o fato de Botovasoa ter sido morto por ódio à sua fé em 4 de maio de 2017 e decretou a beatificação do falecido franciscano, o que ocorrerá em 15 de abril de 2018. Relatórios indicavam que Botovasoa poderia ser beatificado naquele novembro, mas a Conferência Episcopal Nacional de Madagascar anunciou em 15 de novembro que Botovasoa seria beatificado em 15 de abril de 2018; O cardeal Angelo Amato presidiria a beatificação em Vohipeno, mas greves da Air France impediram sua presença. A ausência do cardeal na celebração permitiu ao cardeal mauriciano Maurice Piat presidir a beatificação em nome do papa, visto que Amato não pôde presidir a si mesmo.
O postulador atual para esta causa é Fra Carlo Calloni.